# Ropica chinensis
Ropica chinensis är en skalbaggsart som beskrevs av Stefan von Breuning 1964. Ropica chinensis ingår i släktet Ropica och familjen långhorningar. Inga underarter finns listade i Catalogue of Life.